# Plötzenedt
Plötzenedt ist eine Ortschaft in der Gemeinde Ottnang am Hausruck im Bezirk Vöcklabruck, Oberösterreich.
Die Ortschaft südwestlich von Ottnang befindet sich am Südabfall des östlichen Ausläufers des Hausrucks. Am 1. Jänner 2024 zählte die kleine Ortschaft 29 Einwohner.
In Plötzenedt befand sich vom 17. bis zum 19. Jahrhundert das Schloss Oberbergham. Tobias Nütz von Goisernburg, welcher aus einer 1655 in den Freiherrenstand erhobenen Familie stammte, die im 15. und 16. Jahrhundert landesfürstliche Lehen in Bad Ischl und Bad Aussee innehatte, erwarb um 1640 den bei Timelkam gelegenen Burgstall Perkheim (Bergham). Da dieser Sitz stark verfallen war, erhielt Nütz 1643 die Erlaubnis, ein neues Schloss in Plötzenedt zu errichten und den Namen des Anwesens in "Oberbergham" zu ändern. Der daraufhin in Plötzenedt neu errichtete Sitz ist in Georg Matthäus Vischers Topographie von 1674 abgebildet. Weitere Besitzer des Schlosses sind im Artikel Schloss Oberbergham angeführt.